# Esteban Bethlen (príncipe de Transilvania)
Conde Esteban Bethlen de Iktár (en húngaro: Bethlen István) (1582-Ecsed, 10 de enero de 1648). Noble húngaro, Príncipe de Transilvania (1630). Hermano menor del Príncipe Gabriel Bethlen, a quien sucedió tras su muerte en el trono de Transilvania.

## Biografía
Esteban Bethlen nació en 1582, hijo de Farkas Bethlen y Fruscina Lázár. Tras la muerte de su hermano mayor, Gabriel Bethlen, fungió de regente transilvano junto con la viuda Catalina de Brandeburgo hasta que el 28 de septiembre de 1630 fue elegido Príncipe por la Asamblea Transilvana, pero un par de meses después renunció al cargo en favor de Jorge Rákóczi I, quien era un noble de mayor influencia en los territorios húngaros. 
Posteriormente en 1636 lamentó su decisión y obtuvo el favor del sultán y el pachá de Buda y condujo así un ejército contra Rákóczi. El intento resultó un fracaso y las fuerzas transilvanas detuvieron a las turcas de Bethlen, forzándolo a pactar con el nuevo Príncipe Jorge Rákóczi. Esteban Bethlen muere en Ecsed el 10 de enero de 1648). 
| Predecesor: Catalina de Brandeburgo | Príncipe de Transilvania 1630 | Sucesor: Jorge Rákóczi I |